# Intars Busulis

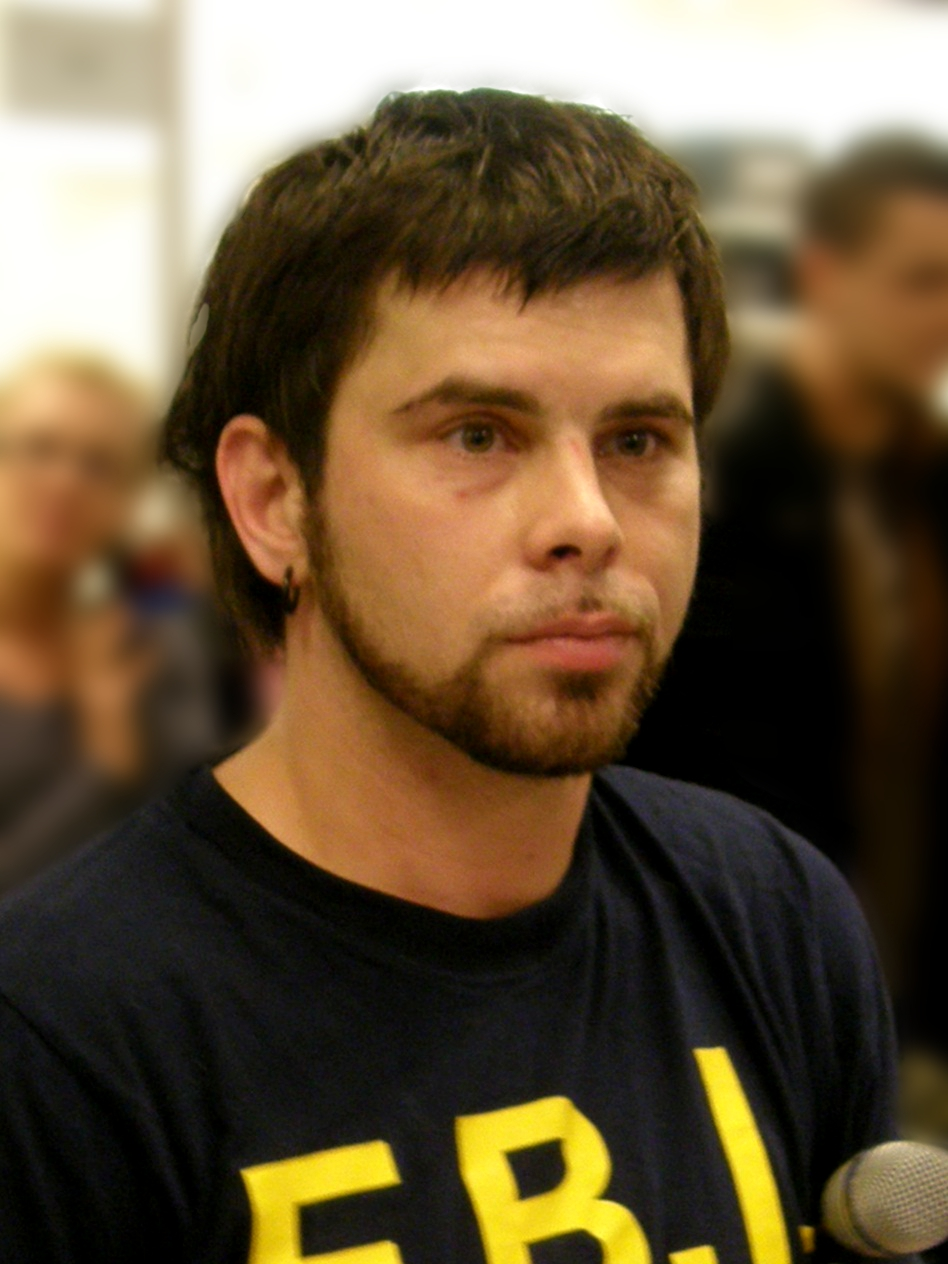
Intars Busulis (2009)

Intars Busulis (* 2. Mai 1978 in Talsi, Lettische SSR) ist ein lettischer Sänger.

## Leben und Wirken
Beim Eurovision Song Contest 2009 vertrat Busulis Lettland mit dem Lied Probka. Das Lied trat in der Vorentscheidung zunächst auf Lettisch und unter dem Titel Sastrēgums an, nach dem Sieg gab der Sänger bekannt, das Lied in Moskau auf Russisch singen zu wollen. Das Lied handelt von der globalen Erwärmung durch den hohen Ausstoß an Kohlendioxid, das beim Autofahren entsteht. Der Titel heißt in beiden Versionen „Verkehrsstau“. Letzten Endes hatte der Sänger keinen Erfolg: Probka belegte im zweiten Halbfinale den letzten Platz mit sieben Punkten, sechs davon aus Litauen und einem aus Estland.
2014 nahm Busulis am russischen The-Voice-Ableger Golos teil und erreichte dort das Halbfinale. Sein Vocal Coach war Leonid Nikolajewitsch Agutin.